# Egnasia dolabrata
Egnasia dolabrata là một loài bướm đêm trong họ Noctuidae.